# Rhodometra sacraria
Rhodometra sacraria là một loài bướm đêm trong họ Geometridae.
Loài này phân bố ở châu Âu, châu Phi và các khu vực rộng lớn châu Á.
Rhodometra sacraria có sải cánh dài 22–28 mm, còn chiều dải cánh trước 12–14 mm. 

## Hình ảnh

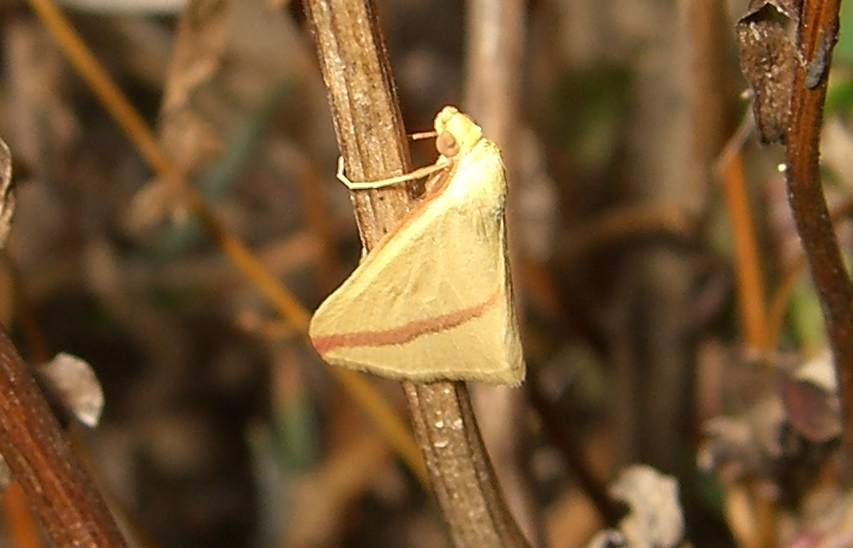
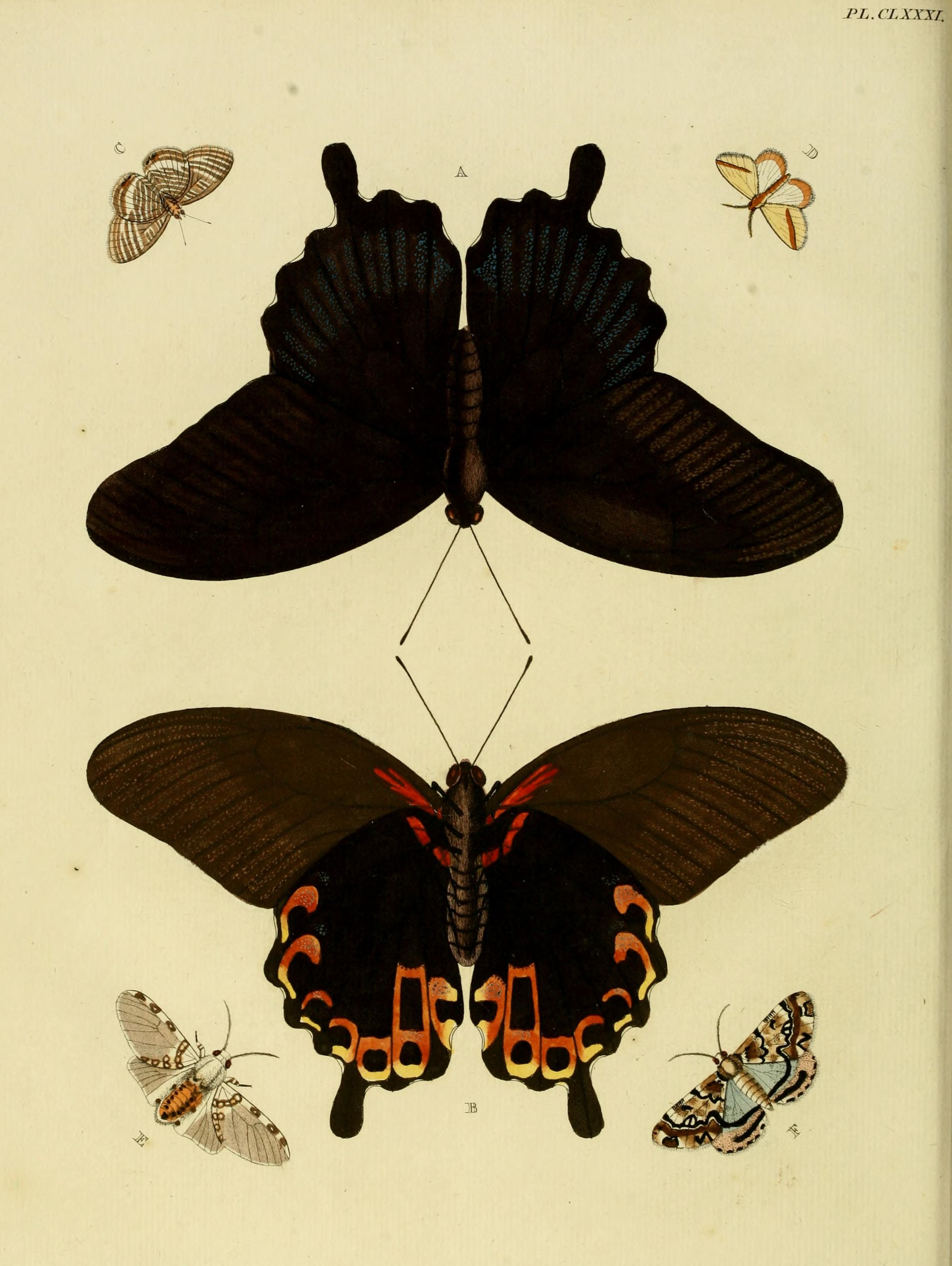
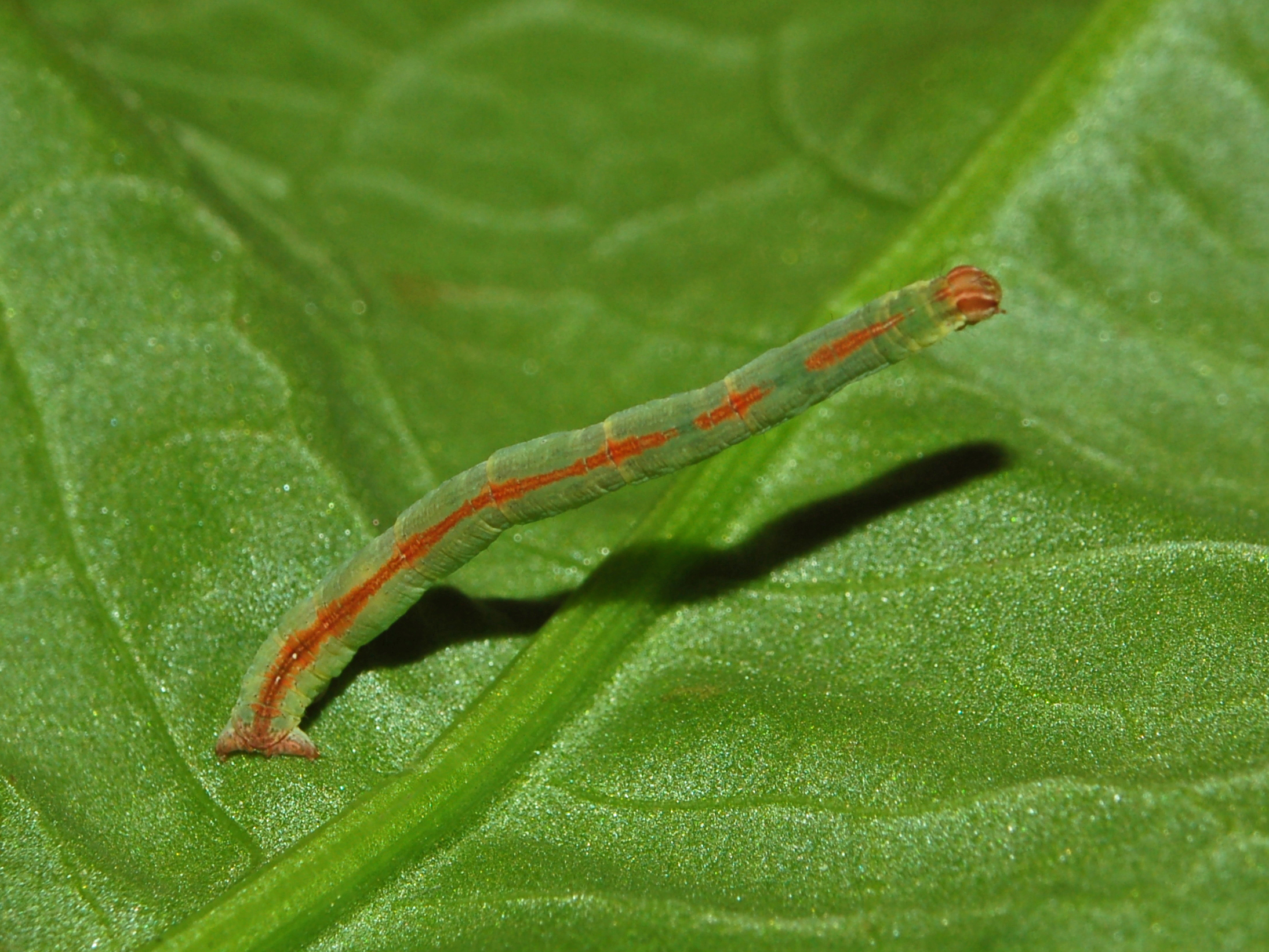
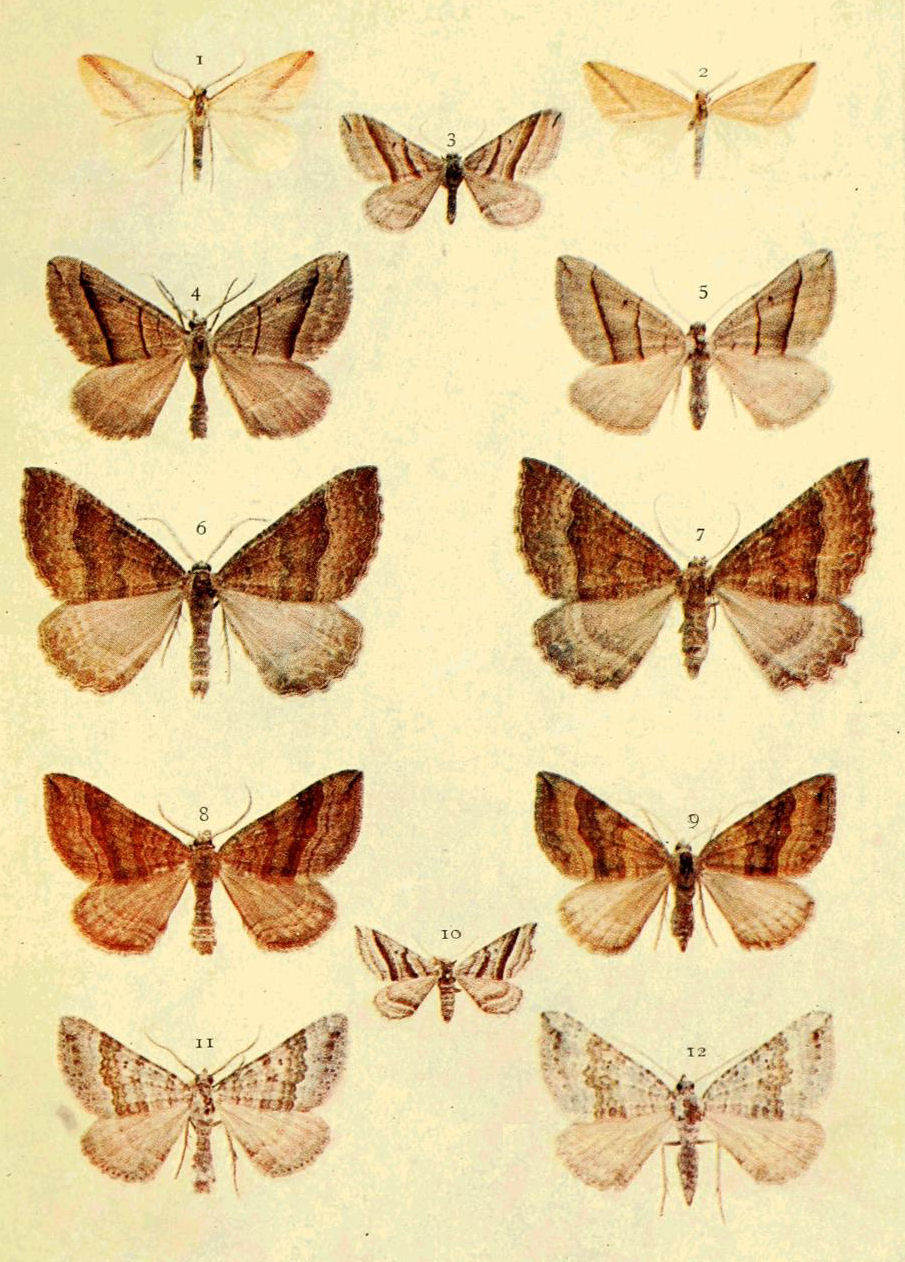